# Järnvägen Brintbodarna–Malung
Järnvägen Brintbodarna-Malung var en bibana till Mora-Venerns Jernväg och invigdes 15 september 1892. Banan var den första järnvägsförbindelsen till Malung. Banan var 28 km lång, men trots detta tog det cirka 1,5 timme att åka med tåg hela sträckan. 
Banan drogs genom rena ödemarker, men i och med att järnvägen tillkom, skapades nya samhällen (bland annat Hånäset/Öje station) och industrier längs med banan. Det fanns även diskussioner innan man började bygga banan, att den istället skulle gått ifrån Vansbro genom Äppelbo till Malung. Men då sa befolkningen i Äppelbo ifrån, då de ansåg att rallare ofta begick hor[källa behövs], och därför fick banan istället dras från Brintbodarna. Sista tåget gick den 4 september 1934, och den 5 september 1934 invigdes den nya banan mellan Vansbro-Malung. Det gamla spåret är idag upprivet, och banvallen är idag bilväg.